# Garavice
Garavice (en serbocroata: Garavice/Гаравице) fue un lugar de exterminio establecido por el Estado Independiente de Croacia durante la Segunda Guerra Mundial cerca de Bihać, al noroeste de Bosnia y Herzegovina. Entre 12 000 y 15 000 personas, en su mayoría civiles serbios, fueron asesinados en Garavice por el régimen de la Ustacha en 1941. 
La masacre de Garavice formó parte de la persecución generalizada de los serbios, que supuso el exterminio, la expulsión y la conversión forzada de numerosos serbios por el régimen de Ustaše en el Estado Independiente de Croacia. Estas atrocidades fueron perpetradas por colaboracionistas croatas y las fuerzas de ocupación del Eje durante la Segunda Guerra Mundial.

## Antecedentes
El Estado Independiente de Croacia fue fundado por la Ustacha el 10 de abril de 1941, después de la invasión de Yugoslavia por las potencias del Eje. El Estado Independiente de Croacia comprendía la mayor parte de la actual Croacia y Bosnia y Herzegovina, junto con algunas partes de la actual Serbia. Croacia fue la única nación además de Alemania que mantuvo campos de exterminio durante la Segunda Guerra Mundial.
Algunos de los primeros decretos emitidos por el líder del Estado Independiente de Croacia, Ante Pavelić, reflejan la adopción croata de la ideología racista de la Alemania nazi hacia los judíos y los serbios.

## Asesinatos en masa
En junio de 1941, el prefecto de condado Ljubomir Kvaternik ordenó el arresto de serbios y judíos en Bihać y alrededores. Los detenidos fueron transportados y ejecutados en Garavice, cerca de Bihać. En julio de 1941, la Ustacha asesinó a unas 12 000 personas en Garavice, la mayoría serbios, pero también judíos y romaníes. Los cadáveres fueron arrojados a fosas comunes en Garavice o arrojados a los ríos cercanos de Klokot y Una. Una gran cantidad de sangre contaminó el suministro de agua local.

Parque conmemorativo

## Parque conmemorativo
En 1981, 39 años después de la masacre, el gobierno yugoslavo estableció un parque conmemorativo en Garavice, diseñado por el reconocido arquitecto Bogdan Bogdanović. En 2011, el parque conmemorativo fue declarado Monumento Nacional de Bosnia y Herzegovina. Desde entonces, sin embargo, el parque ha sido supuestamente descuidado por el gobierno bosnio, y está cubierto de maleza y arbustos y profanado con graffiti nazi y de la Ustacha . 